# 2001人の狂宴
『2001人の狂宴』（にせんいちにんのきょうえん, 原題：『2001 maniacs』）は、アメリカ合衆国制作のホラー映画およびスプラッター映画。日本では劇場未公開。
1964年に制作・公開された、ハーシェル・ゴードン・ルイスによる映画『2000人の狂人』のリメイク作品である。

## ストーリー
大学での歴史の授業中に悪ふざけをやらかし、授業後に提出したレポートの内容もふざけたものであったことから、担当の教授から「退学処分にされたくなければ、春休み明けまでにレポートを書き直してこい」との注意を受けた3人の大学生が、春休みに入るとともに車に乗ってデイトナへの旅に出る。一行は途中で立ち寄ったガソリン・スタンドにて、3人の男女と出会う。車での旅を続けていると、道の途中に「Detour」（「迂回せよ」）と書かれた看板が設置されていた。一行はそれに従って運転しているうちに、とある場所に迷い込む。そこは「Pleasant  Valley」（プレザント・ヴァリー）という名の小さな町であった。一行が道に沿って進んでいくと、沢山の住人が現れて拍手しながら嬉しそうに一行を歓迎する。ここでは記念祭の真っ最中であり、アメリカ北部からの訪問客を歓迎しているという。ガソリン・スタンドにて出会った3人の男女、さらに別の男女2人組も（「Detour」の看板にいざなわれて）この町にやってきた。彼らはここに滞在することを決める。
ところが、ここの住民は、100年前に発生した南北戦争にて北軍に虐殺された人々の亡霊であり、北部からやってきたアメリカ人を「Yankee」（ヤンキー、北部の人間に対する蔑称）と呼び、100年前に受けた戦争による恨みと復讐を果たそうとしているのであった。

## 出演
| 役名                        | 俳優                       | 日本語吹替 |
| --------------------------- | -------------------------- | ---------- |
| ジョージ・W・バックマン町長 | ロバート・イングランド     | 青野武     |
| グラニー・ブーン            | リン・シェイ               | 弥永和子   |
| アンダーソン・リー          | ジェイ・ギレスピー         |            |
| コーリー・ジョーンズ        | ディラン・エドリントン     |            |
| ネルソン・エリオット        | マシュー・ケアリィ         |            |
| ジョーイ                    | マーラ・リー・マルコム     |            |
| リッキー                    | ブライアン・グロス         |            |
| キャット                    | ジーナ・マリー・ヒーキン   | 柳沢真由美 |
| マルコム                    | マションド・リー           |            |
| リーア                      | ビアンカ・スミス           | 本田貴子   |
| ルーファス                  | ブレンダン・マッカースィー |            |
| レスター                    | アダム・ロビーテル         | ヤスヒロ   |
| ミルク・メイデン            | クリスタ・キャンベル       | 水落幸子   |
| ピーチズ                    | ウェンディ・クリマー       |            |
| グレンドラ                  | クリスティン・ミシェル     |            |
| ヘスター                    | コーディー・キッチン       |            |
| ハーパー・アレクザンダー    | ジュゼッペ・アンドリュース | 草尾毅     |
| ハックルビリー・ブーン      | ライアン・フレミング       | 石田彰     |
| ジャスティン                | イーライ・ロス             |            |
| アッカーマン教授            | ピーター・ストーメア       | 宝亀克寿   |

## 『2000人の狂人』との違い
北部からやってきた旅行者たちが、「迂回せよ」との看板に従って車を運転しているうちに町に誘い込まれ、町の住人たちが彼らをもてなす振りをして1人ずつ惨殺していくという大まかな流れ自体は『2000人の狂人』と同じであるが、「Detour」の看板の設置を担当する住人の描写が無かったり、犠牲者として迎えられるのが6人から8人に増えていたり、2人の男女が町から脱出したあとの展開および結末が、それぞれ異なる。

## その他
- 物語の序盤にて、大学生3人が運転している車にアルマジロを投げ付ける男はイーライ・ロスが演じている。イーライ・ロスは、この映画の制作も務めている。

- 物語の終盤にて、『13日の金曜日』シリーズでジェイソン・ボーヒーズを演じたケイン・ホッダーが住人役の1人として出演しており、映画のスタッフロールにも「Jason」名義で名を連ねている。

## 『2001 Maniacs: Field of Screams』
本作の続編に当たるが、今現在まで日本でリリースされていない日本未公開作品。